# Selambina
Selambina là một chi bướm đêm thuộc họ Noctuidae.